# (369) Аэрия
(369) Аэрия (лат. Aëria) — довольно крупный астероид главного пояса, принадлежащий к богатому металлами спектральному классу M. Он был открыт 4 июля 1893 года французским астрономом Альфонсом Борелли в Марсельской обсерватории и назван в честь воздуха, одного из четырёх первооснов мира согласно древнегреческой философии.